# Injonction thérapeutique en France
L'injonction thérapeutique est un élément du droit français, établi en 1970 en même temps que le « délit d'usage » ; elle correspond à une obligation de soin contre une remise de peine. 
Le recours à l'injonction thérapeutique ne peut avoir lieu sans qu'il existe une procédure préalable. L'examen médical, l'orientation de l'usager et son suivi thérapeutique sont effectués par l'agence régionale de santé.

## Historique
Cette procédure est peu appliquée de 1970 à 1986, notamment du fait des réticences du corps médical qui considère d'une part qu'on ne peut soigner par la contrainte et que d'autre part il peut y avoir atteinte au secret professionnel, mais aussi à cause du nombre de places insuffisant dans les structures adéquates. Cette mesure transforme le magistrat en prescripteur médical et le médecin en exécuteur d'une sentence ; de nombreuses circulaires vont se succéder pour en changer l'image.
En 1978, le rapport Pelletier met en avant les inégalités de traitement entre les usagers en fonction non seulement des produits et des structures sanitaires mais aussi en fonction des magistrats. La circulaire Peyrefitte du 7 mai 1978 s'inspirant de ce rapport préconise une simple admonestation de l'usager de cannabis, ne le considérant pas comme un toxicomane puisque ne relevant pas de la cure de sevrage. Cette mesure de la circulaire est critiquée comme étant une dépénalisation de fait du cannabis qui renforce son image de « drogue douce ».
À la suite de la circulaire Badinter de 1984, dans laquelle cette mesure est présentée comme ayant montré ses limites, c'est une période répressive qui s'ouvre où l'usager-revendeur est assimilé au trafiquant et poursuivi pénalement. Durant cette période, le ministère de la justice va même jusqu'à abandonner tout recueil de données sur les alternatives sanitaires.
Mais c'est l'épidémie de sida qui remettra cette procédure à l'ordre du jour, plus par volonté de mettre les usagers en relation avec les services sanitaires que par conviction de l'efficacité du système.
C'est le 12 mai 1987 que la circulaire Chalandon fait pour la première fois la distinction entre « usager simple », « usager-trafiquant » et  « trafiquant ». L'injonction est alors préconisée pour les usagers récidivistes, quel que soit le produit concerné.
En 1993, une circulaire interministérielle du 14 janvier généralise le recours à l'injonction thérapeutique pour les usagers n'ayant pas commis d'autres infractions et préconise une réponse répressive en cas d'autres infractions même si elles sont liées à l'état de dépendance. Cette circulaire sera renforcée le 9 février 1993, par la circulaire Vauzelle-Kouchner qui veut systématiser le recours à l'injonction thérapeutique du fait qu'elle constitue dans 60 % des cas le premier contact entre l'usager et du personnel soignant.
En 1995, une nouvelle circulaire interministérielle (28 avril) vise à harmoniser les recours à l'injonction thérapeutique en mettant en avant le caractère de nécessité sanitaire, en préconisant le recours à des enquêtes de personnalité, en offrant l'option d'un suivi social complémentaire et encourageant son recours même pour des mineurs dans des cas précis de consommation importante ou de polytoxicomanie.
Le 17 juin 1999, une autre circulaire vise à recentrer l'injonction thérapeutique sur « les usagers majeurs les plus dépendants » (soit avant tout les héroïnomanes et les polytoxicomanes).
L'injonction thérapeutique a été abordée de nouveau par la loi du 5 mars 2007 relative à la prévention de la délinquance.

## Limites
La première limite de cette mesure tient au fait qu'on ne peut pas proposer le même traitement à un usager occasionnel de cannabis et à un usager dépendant d'héroïne. 
Les modes de prises en charge doivent tenir compte de nombreux facteurs comme le produit, sa fréquence et son mode de consommation, l'individu en lui-même, ses éventuels problèmes sociaux et psychologiques.

## Statistiques
| Année | Nombre            |
| ----- | ----------------- |
| 1978  | inférieur à 1 000 |
| 1981  | 2 075             |
| 1997  | 8 052             |
| 2003  | environ 9000      |

Source : Proposition de résolution tendant à la création d'une commission d'enquête sur la politique nationale de lutte contre les drogues illicites : Rapport de la commission d'enquête sur la politique nationale de lutte contre les drogues illicites - tome I
En 1993, les injonctions thérapeutiques représentent moins de 9 % des interpellations d'usagers et 5,6 % des consultations ou admissions pour toxicomanie sont le résultat d'injonctions thérapeutiques ; un tiers seulement de ces injonctions donnent des résultats satisfaisants. 
En 1996, 10 % des tribunaux de grande instance de France métropolitaine n'ont jamais prononcé aucune mesure d'injonction thérapeutique.
En 1997, la majorité des injonctions thérapeutiques s'adressent à des usagers de cannabis avec seulement 36 % de procédures concernant les héroïnomanes, ce qui est en contradiction avec les recommandations interministérielles qui préconisent pourtant de les réserver aux usagers toxico-dépendants et de mettre en œuvre des alternatives socio-psychologiques pour les autres consommateurs.